# San Secondo di Pinerolo
San Secondo di Pinerolo – miejscowość i gmina we Włoszech, w regionie Piemont, w prowincji Turyn.
Według danych na rok 2004 gminę zamieszkiwały 3403 osoby, 283,6 os./km².
Podczas XX Zimowych Igrzysk Olimpijskich w Pinerolo przy Via Nazzionale 87 mieszkał Adam Małysz.